# Der Schatz im Silbersee (Bad Segeberg 1954)
Der Schatz im Silbersee war eine Inszenierung für die Karl-May-Spiele Bad Segeberg im Jahr 1954 in Anlehnung an den Abenteuerroman Der Schatz im Silbersee von Karl May. Das Stück spielt gegen Ende der 1860er-Jahre; Schauplätze sind:
- 1. Bild: Holzfällerlager am Ufer eines Flusses
- 2. Bild: In den Ausläufern des Felsengebirges
- 3. Bild: Talkessel in der Nähe des Silbersees

## Inhalt (nach dem Textbuch von R. Schmid)

### 1. Bild: Holzfällerlager

#### 1. Szene
Blenter und zwei Rafters sprechen über ihre Einkünfte und Ersparnisse und warten auf die Postkutsche.

#### 2. Szene
Brinkley, Knox und Hilton wollen die Postkutsche mit den Lohngeldern der Eisenbahnkasse überfallen.

#### 3. Szene
Mit der Postkutsche fahren vor: Old Firehand, Ellen Patterson, Ingenieur Patterson und der Posthalter. Blenter erzählt die Geschichte von den sechs Schurken, die seine Frau und seine Söhne ermordeten. Fünf von ihnen hat er schon zur Strecke gebracht, dem sechsten Mörder ist er auf der Spur. Der Tonkawa-Häuptling Kleiner Bär (= Nintropan-homosch) tritt auf. Old Firehand (Mr. Winter) erzählt von der Silbermine, die er entdeckt hat und mit Pattersons Hilfe ausbeuten will.

#### 4. Szene
Brinkley und die Tramps treten auf und kommen bis zur Bühnenmitte. Brinkley scheint der von Blenter Gesuchte zu sein. Seine Stimme verrät ihn, obwohl seine Haarfarbe nicht stimmt. Brinkley und Genossen lagern sich abseits von den andern, so dass drei Gruppen entstehen: auf einer Seite die Tramps, in der Mitte hinten die Rafters, auf der anderen Seite Old Firehand usw. Brinkley provoziert Nintropan-homosch. Dieser beherrscht sich, denn das Gastrecht ist ihm heilig. Aber er wird sich auf die Spur des Rothaarigen setzen, bis er ihn ausgelöscht hat. Old Firehand wird provoziert und schlägt Brinkley und Knox nieder. Brinkley rafft sich wieder auf und überfällt mit Hilfe seiner Leute die Postkutsche. Trompetensignale ertönen. Grenzreiter unter Führung von Captain Howens sprengen auf die Szene und greifen in den Kampf ein. Auf einer Anhöhe im Hintergrund erscheinen Tante Droll und Fred Engel. Sie beteiligen sich am Kampf. Brinkley zieht mit seinen Leuten ab.

#### 5. Szene
Die Rafters verlassen jubelnd ihre Deckungen und umringen die Grenzreiter, die von den Pferden steigen. Tante Droll outet sich als Hauptperson bei dem Spektakel: Er hat gestern die Bande belauscht und die Besatzung von Fort Dodge benachrichtigt. Die Grenzreiter sind wieder aufgesessen und eskortieren die abfahrende Kutsche. Die Rafters winken ihnen zu. Droll ist als Detektiv zusammen mit Fred Engel ebenfalls hinter Brinkley her, der Freds Eltern umgebracht hat. Fred erzählt die Geschichte von seinem Onkel, der von einem alten Indianerhäuptling eine Schatzkarte erhielt:

„… mein Onkel … hinterließ meinem Vater die Planzeichnung zum Schatz im Silbersee. Eines Tages kam ein Fremder zu uns … Brinkley … Vater vertraute ihm, und da der Fremde das Felsengebirge kannte, holten wir bald die hinterlassene Planzeichnung hervor, und wir sprachen lange darüber … Spät gingen wir zu Bett. Nachts hörte ich Schreie im Haus, dann knallten draußen Schüsse. Ich rannte hinaus und sah, wie der Fremde aus dem Fenster sprang. Er stürzte sich auf mich und warf mich zu Boden. Sein Messer war ihm entfallen, ich konnte es ergreifen, stach es ihm in die Wade und rannte fort. Ich holte Hilfe beim nächsten Nachbarn; wir fanden meine Eltern ermordet. Der Mörder war entflohen und hatte die Zeichnung gestohlen.“

Kleiner Bär outet sich als Enkel des alten Indianerhäuptlings und beteiligt sich an der Suche nach dem Dieb und Mörder Brinkley.

#### 6. Szene
Die Rafters bleiben allein zurück und gruppieren sich eng um das Feuer, tauschen Bemerkungen und Vermutungen über das Erzählte aus. Die Rafters lagern sich in kleinen Gruppen. Einige würfeln auf einem Fass, andre spielen Karten. Einer produziert sich mit kunstvollen Lassospielen. Andere bereiten das Essen, die Flaschen und Becher kreisen. Alles in allem: friedliches Lagerleben. Plötzlich fällt ein Schuss, ein Rafter stürzt getroffen zu Boden. Von der anderen Seite, entgegengesetzt zu der Richtung, in der sie sich entfernten, überfallen die Tramps das Lager der Rafters. Handgemenge, einige Rafters fallen und werden hinausgeschleift, schließlich sind alle Rafters unterlegen und werden gefesselt. Hilton geht auf Brinkleys Geheiß in die Hütte, kommt wieder und hat die Kassette mit dem Geld bei sich; die Tramps durchsuchen unterdessen die Taschen der Rafters und stecken dann die Hütte in Brand. Brinkley erkennt Blenter und will ihn von seinen Leuten ersäufen lassen. Als dieser um Hilfe schreit, will er ihn gleich erschlagen. Er holt mit dem Gewehrkolben aus, im gleichen Augenblick tritt aus dem Gebüsch daneben Winnetou und schlägt den Cornel zu Boden. Schüsse krachen, Old Firehand, der Kleine Bär, Tante Droll, Fred Engel und Patterson erscheinen, später auch Ellen. Die Tramps ergreifen die Flucht, Knox und Hilton entkommen mit vier bis sechs Leuten, die anderen fallen und werden später durch die Rafters hinausgetragen. Die Kassette mit dem Geld taucht wieder auf. Der bewusstlose Brinkley wird von Fred gefesselt. Ehe seine Narbe am Bein entdeckt wird, kann er entwischen, weil sich die Freunde gegenseitig im Weg stehen.
Winnetou:

„Der weiße Mann mit dem roten Haar ist entkommen. Aber Nintropan-homosch hat sich auf seine Spur gesetzt und wird ihn verfolgen und jagen, bis er ihn erreicht hat. Winnetou aber wird bei euch bleiben und euch statt seiner an den Silbersee führen, denn er will in den Felstälern des Gebirges seinen Bruder Old Shatterhand treffen. Howgh!“

Old Firehand macht den Vorschlag, dass die Rafters ihn zur Silbermine begleiten, um bei der Ausbeutung zu helfen. Allgemeiner Aufbruch zum Silbersee.

### 2. Bild: In den Ausläufern des Felsengebirges

#### 1. Szene
In einer großen Rede beklagt Großer Wolf (= Ovuts-avaht), der Häuptling der Utahs, das Verhalten der Weißen:

„Das Wort der Bleichgesichter war wie der Wind über den Savannen, und ihr Schwur wie der Rauch an unsern Feuern! … Unsere tapferen Brüder mußten sterben, damit die weißen Landräuber und Diebe in der Nacht die Pferde der Utahs von den Weiden stehlen konnten! … Die Pfeife des Friedens ist zerbrochen und das Kriegsbeil ausgegraben zwischen den Völkern der Utahs und den Bleichgesichtern!“

Es folgt der Kriegstanz der Utahs. Die Häuptlinge und Krieger scharen sich um den Großen Wolf, springen auf die inzwischen hereingeführten Pferde und reiten ab.

#### 2. Szene
Old Shatterhand und Hobble Frank unterhalten sich übers Essen. Hobble Frank in sächsischem Dialekt:

„Ich sage Ihnen, mir Sachsen sin helle und verschtehn uns off Genisse …“

#### 3. Szene
Old Shatterhand erkennt in Knox und Hilton Lügner und Pferdediebe.

#### 4. Szene
Ringsherum sind Indianer (Utahs) aufgetaucht und haben die vier Weißen umzingelt. An der Seite steht, gedeckt, der Häuptling Großer Wolf. Old Shatterhand präsentiert den Henrystutzen und seine Schießkünste. Er unterhält sich mit dem Häuptling und raucht mit ihm das Kalumet. Hobble Frank:

„Wir werden nicht an Gegenwehr denken. Gut. Aber List, List, das ist der wahre Jakob, und das ist keine Gegenwehr.“

#### 5. Szene
Großer Wolf gibt das Ergebnis der Ältestenberatung bekannt:

„Ihr werdet nicht das Schicksal der anderen Bleichgesichter teilen, die wir fangen werden. Sie werden sofort an den Marterpfahl kommen, ihr aber sollt um euer Leben kämpfen dürfen!“

Knox provoziert den Häuptling und wird niedergestochen. Kai-unune (= Rollender Donner) kämpft mit Hilton (Schießen), Frank mit To-ok-tey (= Springender Hirsch) (Laufen), Old Shatterhand mit Ovuts-avaht (= Großer Wolf) (Messer und Tomahawk). Kai-unune und Frank gewinnen ihren Kampf jeweils mit einer List. Old Shatterhand gewinnt gegen den Großen Wolf und schenkt ihm das Leben. Die Utahs wollen die Weißen aber nicht entkommen lassen. Da fällt ein Schuss …

#### 6. Szene
Von der Seite treten auf: Winnetou, Old Firehand, Tante Droll, Patterson, Blenter, Fred Engel, Ellen und die Rafters; Winnetou hat geschossen und hält die Silberbüchse noch im Anschlag. Old Shatterhand macht sich los und eilt zu den Angekommenen. Droll berichtet, dass sie einen Verbrecher jagen, der zum Silbersee unterwegs ist. Frank und Droll unterhalten sich über ihre sächsische Heimat und entdecken ihr Verwandtschaftsverhältnis. Sie ziehen gemeinsam auf Wache.

#### 7. Szene
Die Unterhaltung der andern wird an dieser Stelle wieder laut; Old Shatterhand hat offensichtlich soeben seine Abenteuer berichtet. Die Utahs stürmen mit Kriegsgeheul herbei. Der Große Wolf packt Ellen und setzt ihr sein Messer auf die Brust. Die Utahs binden alle Gefangenen.

#### 8. Szene
Hobble Frank und Tante Droll kommen vorsichtig von der Seite hergeschlichen. Droll hebt Old Shatterhands Henrystutzen auf, der im Kampfgewühl liegengeblieben ist.

### 3. Bild: Talkessel in der Nähe des Silbersees

#### 1. Szene
Die Utahs kommen mit ihren Gefangenen, machen halt und lagern; die Gefangenen werden im Hintergrund an Bäume gebunden oder gefesselt zu Boden gelegt. Von der Seite her nahen Frank und Droll lautlos, den Utahs gegenüber jede Deckung ausnützend; Frank trägt den Henrystutzen. Großer Wolf geht, gefolgt von den Kriegern, zu den Gefangenen und bleibt vor Winnetou und Old Shatterhand stehen. Old Shatterhand reißt sich los, setzt dem Häuptling das Messer auf die Brust; Frank schießt mit dem Henrystutzen. Droll stürmt durch die Menge der Utahs zu Old Shatterhand und reißt Ovuts-avaht die ‚Medizin‘ vom Hals. Winnetou und Old Firehand schneiden die andern Gefangenen los. Old Shatterhand nimmt sein Kalumet, steckt es in Brand und gibt es Ovuts-avaht. Dieser tritt mit dem Kalumet in die Mitte des Kreises, den die andern bilden. Großer Wolf erhält seine ‚Medizin‘ zurück.

#### 2. Szene
Winnetou zu Blenter:

„Es ist besser, Gutes zu tun anstatt Böses. Und wir konnten auch nicht anders handeln. Oder wolltest du alle als Gefangene behalten oder alle töten?“

Langes Ohr (= Tschia-nitsas), der Häuptling der Timbabatschen tritt auf. Patterson betrachtet das Erz, das Old Firehand ihm aus einer Felsspalte am Silbersee gibt:

„Himmel, das ist ja reines, gediegenes Silber! Und das steckt in dieser Form hier in dem Spalt? Mister Firehand, hier liegen Millionen und der Entdecker ist ein reicher Mann! … Die einzige Schwierigkeit … bildet das Wasser. Um das zu untersuchen, müßten wir zum See hinüber gehen.“

Alle ab zum See, bis auf Ellen, die an der Felswand zurückbleibt und versonnen die Gesteinsbrocken betrachtet, die ihr Vater untersuchte.

#### 3. Szene
Brinkley nähert sich vorsichtig und geräuschlos mit einem Revolver in der Hand der ahnungslosen Ellen. Kurz hinter ihr bleibt er stehen und nimmt sie als Geisel. Großer Wolf kommt mit seinen Utahs, erkennt Brinkley und setzt Langes Ohr fest. Langes Ohr verrät den geheimen unterirdischen Gang zur Insel in der Mitte des Sees. Brinkley erfreut: „In dem Gang sind die Schätze aus uralten Zeiten verborgen. Diese will ich haben, weiter beanspruche ich nichts.“ Er sticht den Timbabatschen-Häuptling nieder, zieht seinen Schatzplan aus der Tasche und bietet sich als Führer zu dem Geheimgang an.

#### 4. Szene
Der Kleine Bär berichtet Winnetou:

„Unsere Brüder auf der Insel schweben in großer Gefahr. Der Mörder Brinkley hat das weiße Mädchen gefangengenommen. Kleiner Bär wollte ihr zu Hilfe kommen, doch da nahten der Große Wolf und ein Teil seiner Utah-Krieger. So konnte ich nicht helfen. Der Große Wolf rauchte mit uns das Kalumet des Friedens! Aber er hält seinen Schwur nicht, weil er meint, das Kalumet Old Shatterhands verpflichte ihn zu nichts! Er ist listig und voller Heimtücke.“

Langes Ohr erhebt sich wieder. Er war nur schwer verwundet. Kleiner Bär ist der Erbe des Schatzes. Er weiß, wie der Stollen zerstört werden kann. Winnetou wartet auf die Gelegenheit, im richtigen Moment den Stein vom Felsen zu stürzen, der den unterirdischen Gang zerstören kann.

#### 5. Szene
„Aus der Stollenmündung taucht Ellen auf, ungefesselt, unmittelbar gefolgt vom Kleinen Bär; wenige Sekunden später erscheint der große Wolf, der sich wütend auf den Kleinen Bär stürzt.
Kleiner Bär (zu Ellen): Flieh! Dorthin! (weist zur Insel).
Die beiden Häuptlinge Kleiner Bär und Großer Wolf wälzen sich im Handgemenge mit gezogenen Messern am Boden; Ellen rennt um die Felsecke. Der Zweikampf muss ziemlich lange dauern; beide Gegner halten die mit dem Messer bewehrte Rechte des andern von sich. Winnetou steht unbeweglich auf dem Felsen, die Silberbüchse schussfertig gesenkt. Der Kleine Bär scheint zu unterliegen. Sein Gegner kniet auf ihm und holt zum tödlichen Stoß aus. Im letzten Augenblick schnellt sich der Jüngere zur Seite und der Große Wolf stürzt geradezu in das Messer seines Gegners. Winnetou wälzt sofort den Stein über den Felsrand; Sekunden später hört man das laute Aufklatschen im Wasser, dann Gepolter und – bis fast zum Schluss des Stückes – gurgelndes Wasserrauschen, das auch aus der Stollenmündung zu hören ist. Unmittelbar darauf ertönt (gleichsam unterirdisch, also im Gang) eine heftige Detonation.“

#### 6. Szene
„In schnellem Lauf kommen Old Shatterhand, Old Firehand usw. um die Felsecke, zum Schluß Patterson, Ellen und Fred, der sie fürsorglich stützt; Kleiner Bär steht tiefatmend neben seinem getöteten Gegner.
Old Shatterhand: ‚Was ist geschehen?‘
Winnetou (steigt vom Felsen herab): Der feige Verrat der Utahs ist gerächt! Der Silbersee hat sie alle verschlungen!“

Es kommt zum erregten Wortwechsel zwischen den Indianern Kleiner Bär und Langes Ohr. Blenter und die Rafters wollen den Verräter aufhängen. Old Firehand und Old Shatterhand mahnen zum Frieden. Old Firehand will den Felskessel von Tschia-nitsas erwerben und durch die Ausbeutung der Silbermine seinen Stamm reich machen. Ellen bedankt sich beim Kleinen Bär für ihre Rettung. Er wehrt das als selbstverständlich ab und verweist sie, ehe er geht, an Fred. In der Schlussszene unterhalten sich Tante Droll und Hobble Frank humorvoll auf sächsisch darüber, was sie mit dem vielen Geld, das sie erwartet, anstellen werden.

## Inszenierung 1954

### Kürzung und Ergänzung
Der Regisseur Wulf Leisner strich die Figuren Hobble Frank und Old Firehand. Dadurch entfielen einige Dialoge (im 2. Bild, 2. Szene, 6. Szene, 8. Szene; im 3. Bild, 6. Szene). Die Rollen von Old Firehand und Old Shatterhand wurden in einer Rolle zusammengefasst. Leisner ergänzte die Figuren Corner, Evans, Smider und den Medizinmann der Utahs.

### Höhepunkt
Als absoluten Höhepunkt der „Silbersee“-Inszenierung bezeichnete die Segeberger Zeitung damals eine Szene, bei der Winnetou Horst Vincon einen übermannsgroßen Felsbrocken auf einen unterirdischen Gang stürzte, der dann effektvoll einbrach. Ganz ohne Aktionen und Effekte kam man also auch schon in ganz frühen Jahren nicht aus.

### Berichterstattung
Am 30. Juli 1954 schafften es die Festspiele erstmals in die „Tagesschau“. Eingesetzt hatte sich dafür NWDR-Reporter Jürgen Roland.

## Inszenierungen 1958 und 1964
In den Fassungen 1958 und 1964 erscheinen die Rollen Old Firehand und Hobble Frank wieder. Die Rolle Kai-Unune wird 1954 und 1964 genannt, To-ok-tey und Evans 1954 und 1958. Leisner wird in "Karl May am Kalkberg" 1958 als Co- und 1964 als alleiniger Autor geführt.

## Weitere Aufführungen
Das Theaterstück von Roland Schmid wurde in der Bearbeitung von Wulf Leisner noch mehrfach aufgeführt:
- 1958 in Bad Segeberg[36]
- 1959 in Elspe[37]
- 1962 in Ratingen[38]
- 1964 in Bad Segeberg[39]
- 1968 in Elspe[40] und in Berlin[41]

## Weitere Dramatisierungen
Weitere Dramatisierungen des Karl-May-Romans Der Schatz im Silbersee für Freilichtbühnen stammen von:
| - Jochen Bludau (1973) - Klaus-Hagen Latwesen (1981) - Helmut Menschel (1984) - Pierre Brice (1989) - Heinrich Hubertus Koziol (1991) - Karlheinz Freynik (1994) - Arnd Limpinsel (1995) | - Uwe Hänchen (1998) - Klaus Seidel (1998) - Rochus Millauer (1999) - Michael Stamp (2001) - Thomas Koziol (2002) - Christian Städter (2004) - Peter Görlach (2006) | - Jean-Jacques Pascal (2006) - Erika Frischler (2007) - Olaf Hörbe (2007) - Friedrich Grud (2010) - Erhard Preuk (2011) - Mike Dietrich (2014) - Tommy Tatzber (2014) |

Hans-Jochen Menzel dramatisierte den Stoff 2000 fürs Puppentheater.

## Textbuch
- Karl May: Der Schatz im Silbersee. Abenteuer im Wilden Westen für Freilichtbühnen bearbeitet von Roland Schmid, Bamberg: Ustad-Verlag 1954, 2. Auflage 1955.[64]